# Partido Liberal Radical Auténtico

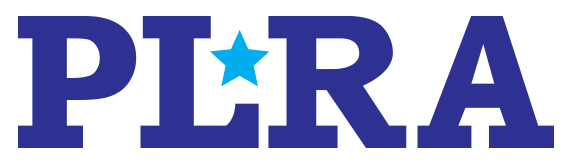
Logo PLRA nuevo.

Partido Liberal Radical Auténtico, (PLRA), ungefär Äkta Radikal-liberala partiet, är ett politiskt parti i Paraguay.
Efter Alfredo Stroessners fall 1989 och införandet av flerpartisystem blev PLRA landets ledande oppositionsparti. Partiet är medlem av den Liberala internationalen.
I parlamentsvalen den 27 april 2003, fick PLRA 25,7 procent av rösterna och 21 av 80 platser i deputeradekammaren samt 24,3 procent och 12 av 45 mandat i senaten.
I presidentvalet i april 2008 ingick partiet i den segrande Patriotiska förändringsalliansen.